# Geoperingueyia minor
Geoperingueyia minor är en mångfotingart som beskrevs av Karl Wilhelm Verhoeff 1940. Geoperingueyia minor ingår i släktet Geoperingueyia och familjen storjordkrypare.
Artens utbredningsområde är Swaziland. Inga underarter finns listade i Catalogue of Life.